# 803 هـ
803 هـ هي سنة في التقويم الهجري امتدت مقابلةً في التقويم الميلادي بين سنتي 1400 و1401.

## مواليد
- مصنفك

## وفيات
- ابن عرفة
- المطهر بن محمد
- ابن اللحام